# Un piccolo Batman per un grande Bat-Natale
Un piccolo Batman per un grande Bat-Natale (Merry Little Batman) è un film d'animazione statunitense del 2023 diretto da Mike Roth, basato sui personaggi di Batman e Damian Wayne di DC Comics.

## Trama
Quando durante la vigilia di Natale, Damian Wayne viene lasciato solo a Villa Wayne, questi veste i panni del Piccolo Batman per difendere Gotham City dal Joker e gli altri supercriminali durante le festività natalizie.

## Produzione
Nel settembre 2021 è stato annunciato che un film d'animazione natalizio con Batman e Damian Wayne era in fase di sviluppo presso la Warner Bros. Animation. Viene annunciato alla regia e produzione Mike Roth, sceneggiatore di Regular Show. Nell'agosto 2022 è stato rivelato che HBO Max stava cedendo i diritti di distribuzione del film, insieme ad altre sei serie, incluso il progetto Batman: Caped Crusader. Nell'aprile 2023 è stato annunciato che anche Prime Video (che aveva appena acquisito Caped Crusader) avrebbe distribuito il film.
L'animazione è stata fornita da Gigglebug a Helsinki e Doghead Animation a Firenze. Guillaume Fesquet è stato direttore artistico del film; ha lavorato al fianco di Daby Zainab Faidhi per sviluppare lo stile visivo del film, con Faidhi che ha utilizzato la sua esperienza in architettura per aiutare a sviluppare gli sfondi per il progetto.
Affinché lo stile artistico ricordasse il lavoro di Searle pur rimanendo autonomo, gli artisti volevano che lo stile del film fosse "illustrativo e simile a uno 'schizzo'" per riflettere la mentalità di Damian. Per il design di Damian, il disegnatore dei personaggi Ben Tong ha voluto preservare "il vantaggio e il desiderio di combattere il crimine" del personaggio, cambiando allo stesso tempo il suo design per riflettere la sua interpretazione nel film; si è anche ispirato a Calvin and Hobbes di Bill Watterson Tong voleva che il design di Batman riflettesse sia la sua personalità carismatica che la sua rappresentazione più comica nel film. Per volere di Roth, Tong ha voluto che il design di Alfred fosse "molto giocoso" e riflettesse la sua vecchiaia, in contrasto con la maggior parte delle rappresentazioni del personaggio. Per il design del Joker, Tong si è ispirato alle opere di Christophe Blain. Voleva anche che il suo design fosse più animalesco e con espressioni più esagerate per descriverlo come "troppo drammatico".

## Distribuzione
Il film è stato distribuito in tutto il mondo su Prime Video dall'8 dicembre 2023.